# Ламонова Євгенія Олексіївна
Євгенія Олексіївна Ламонова (рос. Евгения Алексеевна Ламонова, 9 серпня 1983) — російська фехтувальниця, олімпійська чемпіонка.

## Виступи на Олімпіадах
| Олімпіада  | Дисципліна       | Місце |
| ---------- | ---------------- | ----- |
| Пекін 2008 | рапіра, особисті | 6     |
| Пекін 2008 | рапіра, командні | 1     |